# Жан дьо Бриен
Жан дьо Бриен (* ок. 1158, † 1237) е френски благородник, крал на Йерусалим (1210 – 1225) и латински император на Константинопол (1229 – 1237).

## Произход
Той е третият син на Ерар II († 1190), граф на Бриен в Шампан, и Агнес дьо Монфокон, графиня на Монбелиар, дъщеря на граф Амадей II († 1195).

## Крал на Йерусалим

### Брак с Мария Монфератска
Нарочен първоначално за църквата, Жан дьо Бриен предпочита да стане рицар и за 40 години в турнири и боеве си спечелва значителна репутация, когато през 1208 г. идват пратеници от Светите земи да молят Филип Август, крал на Франция, да избере един от бароните си за съпруг на наследницата и властелин на Йерусалимското кралство. Филип избира Жан дьо Бриен и обещава да го подпомага в новата му позиция.
През 1210 г. Жан се жени за наследницата Мария Монфератска (дъщеря на Изабела Йерусалимска и Конрад Монфератски), приемайки титлата крал на Йерусалим. През 1211 г. след няколко разхвърляни операции той сключва шестгодишно примирие с Малик-ел-Адил. През 1212 г. жена му умира, като му оставя една дъщеря, Йоланда, наричана също Изабела. Скоро след това той се жени за принцеса Стефани, дъщеря на Лъв II Арменски.

### Пети кръстоносен поход
В Петия кръстоносен поход (1218 – 1221) той е важна фигура, въпреки че легатът Пелагиус от Албано поема командването, като, настоявайки на настъпление от Дамиета въпреки предупрежденията на Жан, не приема изгодните условия на султана, докато не става прекалено късно.

### В Европа
След неуспеха на кръстоносния поход крал Жан се връща в Европа, за да търси помощ за своето кралство. През 1223 г. той се среща с папата Хонорий III и с императора Фридрих II във Ферентино, където, за да бъде по-здраво свързан със Светата земя, Фридрих е сгоден с дъщерята му Изабела, вече наследница на кралството. След срещата във Ферентино Жан отива във Франция и Англия, но не среща разбиране. Оттам той пътува до Сантяго де Компостела, където крал Алфонсо IX Леонски му предлага ръката на една от дъщерите си и му обещава кралството си. Жан пренебрегва най-възрастната дъщеря на Алфонсо и наследница на трона заради една по-млада дъщеря, Беренгария Кастилска. След посещение в Германия той се връща в Италия през 1225 г. В Бриндизи се провежда сватбената церемония на Изабела и Фридрих II, който веднага му отправя искане да се откаже от титлата и позицията си на крал, които според Фридрих са преминали към него при сватбата. Жан е възмутен. Макар да е „крал в изгнание“ на почтена възраст, той все още е достатъчно здрав, за да си отмъсти на Фридрих като предвожда папските войски, които атакуват Южна Италия в отсъствието на императора, който поема на Шести кръстоносен поход (1228 – 1229).

## Император-регент на Константинопол
През 1229 г. Жан, вече седемдесетгодишен, е поканен от бароните на Латинската империя в Константинопол да стане император-регент с уговорката, че Балдуин II ще се ожени за втората му дъщеря и ще го наследи. Той управлява в Константинопол в продължение на девет години.
През 1235 г. градът е обсаден от Йоан III Дука Ватаци, император на Никея и Иван Асен II от България. На помощ на Бриен пристига венецианска флота, водена от херцога на Наксос – Анджело Санудо. Под стените на Константинопол само със 160 рицари Жан дьо Бриен разбива обединените сили на българи и никейци. След като венецианците си тръгват, през ноември 1235 г. никейците и българите отново обсаждат града. Жан дьо Бриен изпраща писма до папата и европейските монарси, молейки ги отново за военна подкрепа. В началото на 1236 обединена флота на Венеция, Генуа, Пиза и Ахея водена от Жофроа II дьо Вилардуен успява да пробие морската блокада, потопява 15 кораба и навлиза в Златния рог. След този последен боен подвиг, Бриен става монах и влиза във Францисканския орден преди да умре през март 1237 г.

## Семейство
Жан дьо Бриен се жени три пъти.
От първата си жена, Мария Монфератска († 1212), той има едно дете:
1. Йоланда (* 1212, † 1228), по-късно кралица на Йерусалим (от 1225 до 1228 г.).

От втората си жена, Стефани Арменска († 1220), има един син, починал като дете:
1. Жан (* 1216, † 1220), назован за наследник на Армения.

От третата си жена, Беренгария Кастилска († 12 април 1237), има четири деца:
1. Мария дьо Бриен (1225 – 1275), която се жени 1229/1234 г. за император Балдуин II.
2. Алфонс дьо Бриен (ок. 1228 – 1270), който се жени за Мария д'Исудон, графиня на О и става граф на О и също Велик шамбелан на Франция. Умира в Тунис по време на Осмия кръстоносен поход.
3. Жан II дьо Бриен (ок. 1230 – 1273), който през 1258 г. става велик бътлер на Франция.
4. Луи Акърски (ок. 1235 – 1263), който се жени за Агнес дьо Бомон и става вице-виконт на Бомон.